# Kardiologia
Kardiologia (z gr. „καρδιά” – serce, „λόγος” – nauka) – dziedzina medycyny zajmująca się schorzeniami i wadami układu sercowo-naczyniowego (serca, aorty i mniejszych naczyń krwionośnych), ich rozpoznawaniem i leczeniem. W Polsce lekarze kardiolodzy są szkoleni w ramach dwóch specjalizacji: kardiologia i kardiologia dziecięca. Konsultantem krajowym kardiologii od 4 lutego 2022 jest prof. dr hab. Tomasz Hryniewiecki, a kardiologii dziecięcej dr n. med. Maria Miszczak-Knecht (od 29 lipca 2020).

## Historia

### Do roku 1900
Ludzie od dłuższego czasu uważali serce za szczególnie osobliwy organ. Wskazują na to malowidła ścienne z epoki kamienia w Hiszpanii, lub te związane z uzdrawianiem w Chinach. Grecy oraz Rzymianie poświęcili sercu oraz pulsowi szczególnie wiele uwagi, gdyż wyrażają one ludzką aktywność serca. 300 lat p.n.e. Herofilos z Chalcedonu skonstruował kieszonkowy zegar wodny do mierzenia ciśnienia. Przed ok. 2000 laty rzymski twórca literacki Seneka Młodszy tak opisał swój ból w klatce piersiowej: „Napad jest bardzo krótki i podobny na ataku. W wypadku innych dolegliwości trzeba walczyć z chorobą, tutaj natomiast ze śmiercią.” Najczęściej początki nowoczesnej kardiologii datuje się na rok 1628, kiedy to angielski lekarz William Harvey opublikował odkrycie krążenia krwi.
W 1733 angielski pastor i naukowiec Stephen Hales po raz pierwszy inwazyjnie mierzył ciśnienie krwi wprowadzając rurę do tętnicy szyjnej konia i związując ją z cylindrem szklanym. Najstarszymi lekami działającymi na serce są glikozydy naparstnicy, których użycie w leczeniu obrzęków opisał w 1785 William Withering. W 1816 francuz René Théophile Hyacinthe Laënnec wynalazł stetoskop pierwotnie w formie prostego drewnianego cylindra, który umożliwiał osłuchiwanie serca. Już pod koniec XIX wieku były rozpowszechnione stetoskopy z elastycznymi wężykami do obu uszu.
Pierwszym wczesnym urządzeniem do bezkrwawego mierzenia ciśnienia krwi był sfigmograf skonstruowany przez niemieckiego fizjologa Karla von Vierordta (1818-1884). Pierwszy sfigmomanometr został wynaleziony przez austriackiego patologa Samuela Siegfrieda Karla Rittera von Bascha (1837–1905). W 1896 włoski lekarz Scipione Riva-Rocci opisał prosty przyrząd do mierzenia ciśnienia krwi z mankietem nakładanym na ramię, który został udoskonalony przez Harveya Williamsa Cushinga. Metoda pomiarowa została rozwinięta w 1905 przez lekarza wojskowego Mikołaja Siergiejewicza Korotkowa. Pomiar wykonywany metodą Riva-Rocci nazywany jest RR. Obecnie powszechnie stosuje się pomiar ciśnienia metodą Korotkowa, niewłaściwie określany również jako RR.

### Wiek XX
W XX wieku choroby sercowo-naczyniowe znacznie zyskały na znaczeniu. Na początku wieku były przyczyną mniej niż 10% zgonów na świecie, pod koniec – mniej niż 50% w krajach uprzemysłowionych i 25% w krajach rozwijających się. Tę zmianę często tłumaczono raczej rzadszym występowaniem chorób infekcyjnych i niedoboru żywności, niż przeciętną długością życia. Wzrost przeciętnej długości życia – np. w USA: z ok. 49 lat w 1900 do ok. 76 lat w 2000 – może częściowo tłumaczyć wyższą zapadalność na i śmiertelność z powodu chorób sercowo-naczyniowych.
Na początku XX wieku kardiologia wykrystalizowała się jako samodzielna dziedzina w obrębie medycyny wewnętrznej. W 1907 w Paryżu opublikowano pierwsze wydanie magazynu Archives de Maladies du Coeur et des Vaisseaux, natomiast w 1909 w Wiedniu czasopismo Zentralblatt für Herz- und Gefäßkrankheiten. W Anglii w 1910 pojawiło się czasopismo Heart, natomiast w USA w 1925 American Heart Journal. W tym samym roku w USA zostało utworzone pierwsze specjalistyczne towarzystwo kardiologiczne American Heart Association.
W 1903 holenderski fizjolog Willem Einthoven wynalazł elektrokardiograf. Pierwotnie, stopy i dłonie pacjenta były zanurzane w słonej wodzie. Dopiero w 1940 roku pojawiła się rejestracja przy pomocy zwilżanych metalowych klamer zakładanych na przedramiona i podudzia, które były połączone kablami z urządzeniem rejestrującym. Dzisiejsze leczenie zaburzeń rytmu serca opiera się m.in. na pracy japońskiego lekarza Sunao Tawary, który podczas pracy u patologa Ludwiga Aschoffa opublikował opis układu przewodzącego serca.
9 września 1896 roku niemiecki chirurg Ludwig Rehn przeprowadził pierwszą operację serca. Wówczas daleko posunięte były eksperymenty na zwierzętach, które wykazały, że mięsień serca jest zdolny do regeneracji. Pierwszą operację na otwartym sercu wykonał w 1952 roku amerykański chirurg F. John Lewis. Pierwszą sztuczną zastawkę serca wszczepiono w 1961 roku i dokonali tego amerykańscy lekarze, Albert Starr i Lowell Edwardsa. W 1980 roku na Uniwersytecie Johnsa Hopkinsa w leczeniu zaburzeń rytmu zagrażających nagłym zgonem sercowym po raz pierwszy zastosowano wewnętrzny defibrylator.
W latach 90. zastosowanie w kardiologii znalazła tomografia komputerowa, jednakże z różnych przyczyn (m.in. dostępność, koszty użytkowania, obciążenie promieniowaniem, brak możliwości interwencji) nie należy jeszcze do podstawowego oprzyrządowania.

### Wiek XXI
Na początku XXI wieku w Ameryce Północnej i Europie Zachodniej kardiologię praktykuje się nie tylko w klinikach, ale także w praktykach lekarzy, podczas gdy jeszcze w latach 60. XX wieku zajmowano się nią tylko w klinikach uniwersyteckich i niewielu centrach specjalistycznych. W 1999 w USA pracowało już około 14000 kardiologów.

## Zakres dziedziny
Kardiologia koncentruje się nie tylko na wrodzonych i nabytych chorobach serca, ale także zajmuje się naczyniami krwionośnymi. W zakresie zainteresowań kardiologów mieści się więc cały układ krążenia i tzw. choroby sercowo-naczyniowe (ang. cardiovascular diseases) obejmujące m.in. nadciśnienie tętnicze. Zakres wiedzy dotyczący tej choroby na przełomie XX i XXI wieku stał się jednak na tyle szeroki, że np. w Polsce wyodrębniono samodzielną specjalizację medyczną hipertensjologię.
W procesie diagnozowania i leczenia chorób nie związanych bezpośrednio z sercem dochodzi do nakładania się na siebie dziedzin wiedzy takich jak hipertensjologia, neurologia, pulmonologia, angiologia.
Do specjalnych zadań i metod badań kardiologicznych zalicza się:
- rozpoznanie i badanie wrodzonych i nabytych chorób serca, układu krążenia, naczyń krwionośnych i mięśnia sercowego
- wsparcie i prowadzenie podczas rehabilitacji pacjentów z chorobami serca i układu krążenia i socjalno-medyczna ocena ich zawodowej odporności;
- podstawowa intensywna opieka medyczna;
- badanie serca przy pomocy ultradźwięków (np. echokardiografia);
- diagnostyczne cewnikowanie serca m.in. z koronarografią;
- wspólnie z innymi dziedzinami naukowymi interdyscyplinarne ustalenie wskazówek w procesach leczenia i ocena nuklearno-medycznych badań i metod leczenia chirurgicznego.

### Choroba wieńcowa
W Ameryce Północnej, Japonii, Australii i Nowej Zelandii duża część „pacjentów kardiologicznych” cierpi dziś na chorobę niedokrwienną serca i w związku z tym rozpoznanie, leczenie i rehabilitacja w przebiegu różnych postaci choroby niedokrwiennej serca są w centrum uwagi większości kardiologów.
Przez ostatnie dwa wieki obok terapii lekowych wiele na znaczeniu zyskały terapie inwazyjne. Mowa tu o przeprowadzanych przez chirurgów zabiegach przęsłowania naczyń wieńcowych i przezskórne interwencje wieńcowe wykonywane przez kardiologów inwazyjnych, które obecnie najczęściej są związane z implantacją stentów. Warunkiem optymalnego wykonania zabiegów jest dokładna wiedza z zakresu indywidualnej anatomii naczyń wieńcowych, pozyskana podczas wcześniej wykonanego badania angiograficznego.

### Inne choroby
Obok choroby niedokrwiennej serca i niewydolności serca dużo miejsca we współczesnej kardiologii zajmują zaburzenia rytmu serca, przy czym zgodnie z danymi liczbowymi przeważa migotanie przedsionków. Choroby zastawek serca, choroby mięśnia serca i zapalne choroby serca (zapalenie wsierdzia, zapalenie mięśnia sercowego) są rzadsze. Szczególnie powszechne w Europie wady reumatyczne zastawek zeszły na dalszy plan. Podczas gdy w krajach rozwiniętych 1,5% zgonów z powodu chorób sercowo-naczyniowych ma związek z gorączką reumatyczną, w krajach rozwijających się udział ten wynosi 10–15%.

## Kardiologia w weterynarii
Także w weterynarii kardiologia ma coraz większe znaczenie, przede wszystkim w leczeniu kotów i psów. W wypadku zwierząt użytkowych czasem występują choroby serca, przede wszystkim w związku z epizootiami, które nie są jednak, jeśli w ogóle, leczone przez specjalistów z dziedziny kardiologii.
Głównym obszarem pracy kardiologów weterynaryjnych są choroby serca psów, kotów i koni. Wśród małych zwierząt 11% wszystkich prezentowanych pacjentów wykazuje choroby serca. Chodzi tu przede wszystkim o choroby nabyte, które w wypadku małych psich ras występują w formie zdegenerowanych chorób przedsionków, natomiast u dużych ras psów głównie w formie chorób mięśnia sercowego. Koty skłaniają się jednocześnie do kardiomiopatii, jednakże tu występuje częściej hipertroficzna forma, także wskutek zdiagnozowanych w ostatnich latach nadfunkcji gruczołów tarczycy. Wcześniej występujące choroby mięśnia sercowego związane z karmieniem (przede wszystkim rozszerzone kardiomiopatie w przypadku określonych ras kotów i psów) następują już tylko rzadko wskutek szerokiego zastosowania przemysłowego gotowego pożywienia. W południowych stanach USA i na obszarze Morza Śródziemnego dużą rolę odgrywa dirofilarioza.
Do kolejnego obszaru kardiologii weterynaryjnej, który rozwinął się w ostatnich latach należy badanie dziedzicznych chorób serca zwierząt. W ramach programów badawczych podejmowano próby w wielu związkach hodowców i u wielu pojedynczych ras eliminować poprzez hodowanie często występujące u zwierząt choroby serca (np. u bokserów, nowofundlandów, wilczarzy irlandzkich i kotów Maine Coon). W odróżnieniu od ludzi choroby wieńcowe serca praktycznie wcale nie występują u zwierząt.
U koni przede wszystkim zapalenia mięśnia sercowego odgrywa rolę w związku z chorobami infekcyjnymi, myokardią związaną z odżywianiem i wymianą substancji, niedomaganiem zastawek serca (przede wszystkim niewydolność zastawki aorty) i zakłóceniami rytmu serca.